# Graham Stark
Graham Stark (Wallasey, 20 gennaio 1922 – Londra, 29 ottobre 2013) è stato un attore britannico. È stato occasionalmente anche regista, produttore cinematografico e sceneggiatore; in alcuni casi è stato accreditato come Graham Starke.

## Biografia
Nato a Wallasey, nel Merseyside; è piuttosto noto per i suoi ruoli comici ed è apparso in numerosissimi film e serie televisive, soprattutto durante gli anni sessanta.
Il suo ruolo più famoso è probabilmente quello di Hercule LaJoy, l'assistente dell'ispettore Clouseau in Uno sparo nel buio, del 1964.
Era sposato con l'attrice Audrey Nicholson, dalla quale ha avuto tre figli.
È morto nel 2013 a 91 anni per un ictus.

## Filmografia parziale

### Attore
- La spia in nero (The Spy in Black), regia di Michael Powell (non accreditato, 1939)
- Emergency Call, regia di Lewis Gilbert (1952)
- Down Among the Z Men, regia di Maclean Rogers (1952)
- Flannelfoot, regia di Maclean Rogers (1953)
- Vera Cruz, regia di Robert Aldrich (1954)
- La ragazza dei miei sogni (One Good Turn), regia di John Paddy Carstairs (1955)
- They Never Learn, regia di Denis Kavanagh (1956)
- Inn for Trouble, regia di C.M. Pennington-Richards (1960)
- La miliardaria (The Millionairess), regia di Anthony Asquith (1960)
- A Weekend with Lulu, regia di John Paddy Carstairs (1961)
- Non scherzate col timone (Double Bunk), regia di C.M. Pennington-Richards (1961)
- Watch it, Sailor!, regia di Wolf Rilla (1961)
- A 077, dalla Francia senza amore (On the Fiddle), regia di Cyril Frankel (1961)
- Sesso, peccato e castità (Only Two Can Play), regia di Sidney Gilliat (1962)
- Village of Daughters, regia di George Pollock (1962)
- Operation Snatch, regia di Robert Day (1962)
- Come uccidere un'ereditiera (She'll Have to Go), regia di Robert Asher (1962)
- Il braccio sbagliato della legge (The Wrong Arm of the Law), regia di Cliff Owen (1963)
- Ginevra e il cavaliere di re Artù (Lancelot and Guinevere), regia di Cornel Wilde (1963)
- Ladies Who Do, regia di C.M. Pennington-Richards (1963)
- Strictly for the Birds, regia di Vernon Sewell (1963)
- Becket e il suo re (Becket), regia di Peter Glenville (1964)
- Uno sparo nel buio (A Shot in the Dark), regia di Blake Edwards (1964)
- Cannoni a Batasi (Guns at Batasi), regia di John Guillermin (1964)
- Quei temerari sulle macchine volanti (Those Magnificent Men in Their Flying Machines or How I Flew from London to Paris in 25 hours 11 minutes), regia di Ken Annakin (1965)
- San Ferry Ann, regia di Jeremy Summers (1965)
- La cassa sbagliata (The Wrong Box), regia di Bryan Forbes (1966)
- Runaway Railway, regia di Jan Darnley-Smith (1966)
- James Bond 007 - Casino Royale (Casino Royale), regia di John Huston, Val Guest, Ken Hughes, Joseph McGrath e Robert Parrish (1967)
- Quei fantastici pazzi volanti (Jules Verne's Rocket to the Moon), regia di Don Sharp (1967)
- The Plank, regia di Eric Sykes (1967)
- A Ghost of a Chance, regia di Jan Darnley-Smith (1968)
- Sale e pepe: super spie hippy (Salt and Pepper), regia di Richard Donner (1968)
- The Picasso Summer, regia di Serge Bourguignon e Robert Sallin (1969)
- Le incredibili avventure del signor Grand col complesso del miliardo e il pallino della truffa (The Magic Christian), regia di Joseph McGrath (1969)
- Fate la rivoluzione senza di noi (Start the Revolution Without Me), regia di Bud Yorkin (1970)
- Simon, Simon (1970) - cortometraggio (anche regia)
- Hide and Seek, regia di David Eady (1972)
- Secrets of a Door-to-Door Salesman, regia di Wolf Rilla (1973)
- Where's Johnny?, regia di David Eady (1974)
- La Pantera Rosa colpisce ancora (The Return of the Pink Panther), regia di Blake Edwards (1975)
- Come una rosa al naso, regia di Franco Rossi (1976)
- Hardcore, regia di James Kenelm Clarke (1977)
- Il principe e il povero (The Prince and the Pauper), regia di Richard Fleischer (1977)
- L'infermiera specializzata in... (What's Up Nurse!), regia di Derek Ford (1978)
- La vendetta della Pantera Rosa (Revenge of the Pink Panther), regia di Blake Edwards (1978)
- Il prigioniero di Zenda (The Prisoner of Zenda), regia di Richard Quine (1979)
- L'oca selvaggia colpisce ancora (The Sea Wolves), regia di Andrew V. McLaglen (1980)
- La spada di Hok (Hawk the Slayer), regia di Terry Marcel (1981)
- Victor Victoria, regia di Blake Edwards (1982)
- Sulle orme della Pantera Rosa (Trail of the Pink Panther), regia di Blake Edwards (1982)
- Superman III, regia di Richard Lester (1983)
- La Pantera Rosa - Il mistero Clouseau (Curse of the Pink Panther), regia di Blake Edwards (1983)
- Bloodbath at the House of Death, diretto da Ray Cameron (1984)
- Appuntamento al buio (Blind Date), regia di Blake Edwards (1987)
- Casablanca parte seconda (Jane and the Lost City), regia di Terry Marcel (1987)
- Il figlio della Pantera Rosa (Son of the Pink Panther), regia di Blake Edwards (1993)
- The Incredible Adventures of Marco Polo, regia di George Erschbamer (1998)

### Regista
- Simon, Simon (1970) - cortometraggio
- The Magnificent Seven Deadly Sins (1971)

## Doppiatori italiani
- Ferruccio Amendola in La Pantera Rosa colpisce ancora, Come una rosa al naso, Sulle orme della Pantera Rosa
- Gianfranco Bellini in Victor Victoria, Appuntamento al buio
- Gianni Bonagura in Alfie